# Witheringia morii
Witheringia morii är en potatisväxtart som beskrevs av W.G. D'arcy. Witheringia morii ingår i släktet Witheringia och familjen potatisväxter. Inga underarter finns listade i Catalogue of Life.